# Acianthera deserta
Acianthera deserta là một loài thực vật có hoa trong họ Lan. Loài này được (Luer & R.Vásquez) Luer mô tả khoa học đầu tiên năm 2004.